# Dilophonotini
De Dilophonotini zijn een geslachtengroep van vlinders uit de onderfamilie Macroglossinae van de familie pijlstaarten (Sphingidae).

## Subtribus, geslachten en soorten
- Subtribus Dilophonotina Burmeister, 1878
  - Aellopos Hübner, 1819
    - Aellopos ceculus (Cramer, 1777)
    - Aellopos blaini (Herrich-Schaffer, 1869)
    - Aellopos clavipes (Rothschild & Jordan, 1903)
    - Aellopos fadus (Cramer, 1775)
    - Aellopos gehleni Closs, 1922
    - Aellopos tantalus (Linnaeus, 1758)
    - Aellopos titan (Cramer, 1777)

  - Aleuron Boisduval, 1870
    - Aleuron carinata (Walker, 1856)
    - Aleuron chloroptera (Perty, 1833)
    - Aleuron cymographum Rothschild & Jordan, 1903
    - Aleuron iphis (Walker, 1856)
    - Aleuron neglectum Rothschild & Jordan, 1903
    - Aleuron prominens (Walker, 1856)
    - Aleuron ypanemae (Boisduval, 1875)

  - Baniwa Lichy, 1981
    - Baniwa yavitensis Lichy, 1981

  - Callionima Lucas, 1857
    - Callionima acuta (Rothschild & Jordan, 1910)
    - Callionima calliomenae (Schaufuss, 1870)
    - Callionima denticulata (Schaus, 1895)
    - Callionima falcifera (Gehlen, 1943)
    - Callionima gracilis (Jordan, 1923)
    - Callionima grisescens (Rothschild, 1894)
    - Callionima inuus (Rothschild & Jordan, 1903)
    - Callionima nomius (Walker, 1856)
    - Callionima pan (Cramer, 1779)
    - Callionima parce (Fabricius, 1775)
    - Callionima ramsdeni (Clarke, 1920)

  - Cautethia Grote, 1865
    - Cautethia exuma McCabe, 1984
    - Cautethia grotei Edwards, 1882
    - Cautethia noctuiformis (Walker, 1856)
    - Cautethia simitia Schaus, 1932
    - Cautethia spuria (Boisduval, 1875)
    - Cautethia yucatana (Clark, 1919)

  - Enyo Hübner, 1819
    - Enyo bathus (Rothschild, 1904)
    - Enyo boisduvali (Oberthur, 1904)
    - Enyo cavifer (Rothschild & Jordan, 1903)
    - Enyo gorgon (Cramer, 1777)
    - Enyo latipennis (Rothschild & Jordan, 1903)
    - Enyo lugubris (Linnaeus, 1771)
    - Enyo ocypete (Linnaeus, 1758)
    - Enyo taedium Schaus, 1890

  - Erinnyis Hübner, 1819
    - Erinnyis alope (Drury, 1773)
    - Erinnyis crameri (Schaus, 1890)
    - Erinnyis domingonis (Butler, 1875)
    - Erinnyis ello (Linnaeus, 1758)
    - Erinnyis guttalaris (Walker, 1856)
    - Erinnyis impunctata Rothschild & Jordan, 1903
    - Erinnyis lassauxii (Boisduval, 1859)
    - Erinnyis obscura (Fabricius, 1775)
    - Erinnyis oenotrus (Cramer, 1780)
    - Erinnyis pallida Grote, 1865
    - Erinnyis stheno (Geyer, 1829)
    - Erinnyis yucatana (Druce, 1888)

  - Eupyrrhoglossum Grote, 1865
    - Euproserpinus wiesti Sperry, 1939
    - Eupyrrhoglossum corvus (Biosduval, 1870)
    - Eupyrrhoglossum sagra (Poey, 1832)

  - Hemeroplanes Hübner, 1819
    - Hemeroplanes diffusa Rothschild & Jordan, 1903
    - Hemeroplanes longistriga Rothschild & Jordan, 1903
    - Hemeroplanes ornatus Rothschild, 1894
    - Hemeroplanes triptolemus (Cramer, 1779)

  - Himantoides Butler, 1876
    - Himantoides undata (Walker, 1856)

  - Isognathus C. & R. Felder, 1862
    - Isognathus allamandae Clark, 1920
    - Isognathus australis Clark, 1917
    - Isognathus caricae (Linnaeus, 1758)
    - Isognathus excelsior (Boisduval, 1875)
    - Isognathus leachii (Swainson, 1823)
    - Isognathus menechus (Boisduval, 1875)
    - Isognathus mossi Clark, 1919
    - Isognathus occidentalis Clark, 1929
    - Isognathus rimosa (Grote, 1865)
    - Isognathus scyron (Cramer, 1780)
    - Isognathus swainsonii Felder & Felder, 1862

  - Kloneus Skinner, 1923
    - Kloneus babayaga Skinner, 1923

  - Madoryx Boisduval, 1875
    - Madoryx bubastus (Cramer, 1777)
    - Madoryx oiclus (Cramer, 1779)
    - Madoryx plutonius (Hubner, 1819)
    - Madoryx pseudothyreus (Grote, 1865)

  - Nyceryx Boisduval, 1875
    - Nyceryx alophus (Boisduval, 1875)
    - Nyceryx coffaeae (Walker, 1856)
    - Nyceryx continua (Walker, 1856)
    - Nyceryx draudti Gehlen, 1926
    - Nyceryx ericea (Druce, 1888)
    - Nyceryx eximia Rothschild & Jordan, 1916
    - Nyceryx fernandezi Haxaire & Cadiou, 1999
    - Nyceryx furtadoi Haxaire, 1996
    - Nyceryx hyposticta (R Felder, 1874)
    - Nyceryx lunaris Jordan, 1912
    - Nyceryx magna (R Felder, 1874)
    - Nyceryx maxwelli (Rothschild, 1896)
    - Nyceryx nephus (Boisduval, 1875)
    - Nyceryx nictitans (Boisduval, 1875)
    - Nyceryx riscus (Schaus, 1890)
    - Nyceryx stuarti (Rothschild, 1894)
    - Nyceryx tacita (Druce, 1888)

  - Oryba Walker, 1856
    - Oryba achemenides (Cramer, 1779)
    - Oryba kadeni (Schaufuss, 1870)

  - Pachygonidia Fletcher, 1982
    - Pachygonidia caliginosa (Boisduval, 1870)
    - Pachygonidia drucei (Rothschild & Jordan, 1903)
    - Pachygonidia hopfferi (Staudinger, 1875)
    - Pachygonidia martini (Gehlen, 1943)
    - Pachygonidia mielkei Cadiou, 1997
    - Pachygonidia ribbei (Druce, 1881)
    - Pachygonidia subhamata (Walker, 1856)

  - Pachylia Walker, 1856
    - Pachylia darceta Druce, 1881
    - Pachylia ficus (Linnaeus, 1758)
    - Pachylia syces (Hubner, 1819)

  - Pachylioides Hodges, 1971
    - Pachylioides resumens (Walker, 1856)

  - Perigonia Herrich-Schäffer, 1854
    - Perigonia caryae Cadiou & Rawlins, 1998
    - Perigonia divisa Grote, 1865
    - Perigonia glaucescens Walker, 1856
    - Perigonia grisea Rothschild & Jordan, 1903
    - Perigonia ilus Boisduval, 1870
    - Perigonia jamaicensis Rothschild, 1894
    - Perigonia lefebvraei (Lucas, 1857)
    - Perigonia leucopus Rothschild & Jordan, 1910
    - Perigonia lusca (Fabricius, 1777)
    - Perigonia manni Clark, 1935
    - Perigonia pallida Rothschild & Jordan, 1903
    - Perigonia passerina Boisduval, 1875
    - Perigonia pittieri Lichy, 1962
    - Perigonia stulta Herrich-Schaffer, 1854
    - Perigonia thayeri Clark, 1928

  - Phryxus Hübner, 1819
    - Phryxus caicus (Cramer, 1777)

  - Protaleuron Rothschild & Jordan, 1903
    - Protaleuron rhodogaster Rothschild & Jordan, 1903

  - Pseudosphinx Burmeister, 1856
    - Pseudosphinx tetrio (Linnaeus, 1771)

  - Stolidoptera Rothschild & Jordan, 1903
    - Stolidoptera cadioui Haxaire, 1997
    - Stolidoptera tachasara (Druce, 1888)

  - Unzela Walker, 1856
    - Unzela japix (Cramer, 1776)
    - Unzela pronoe Druce, 1894

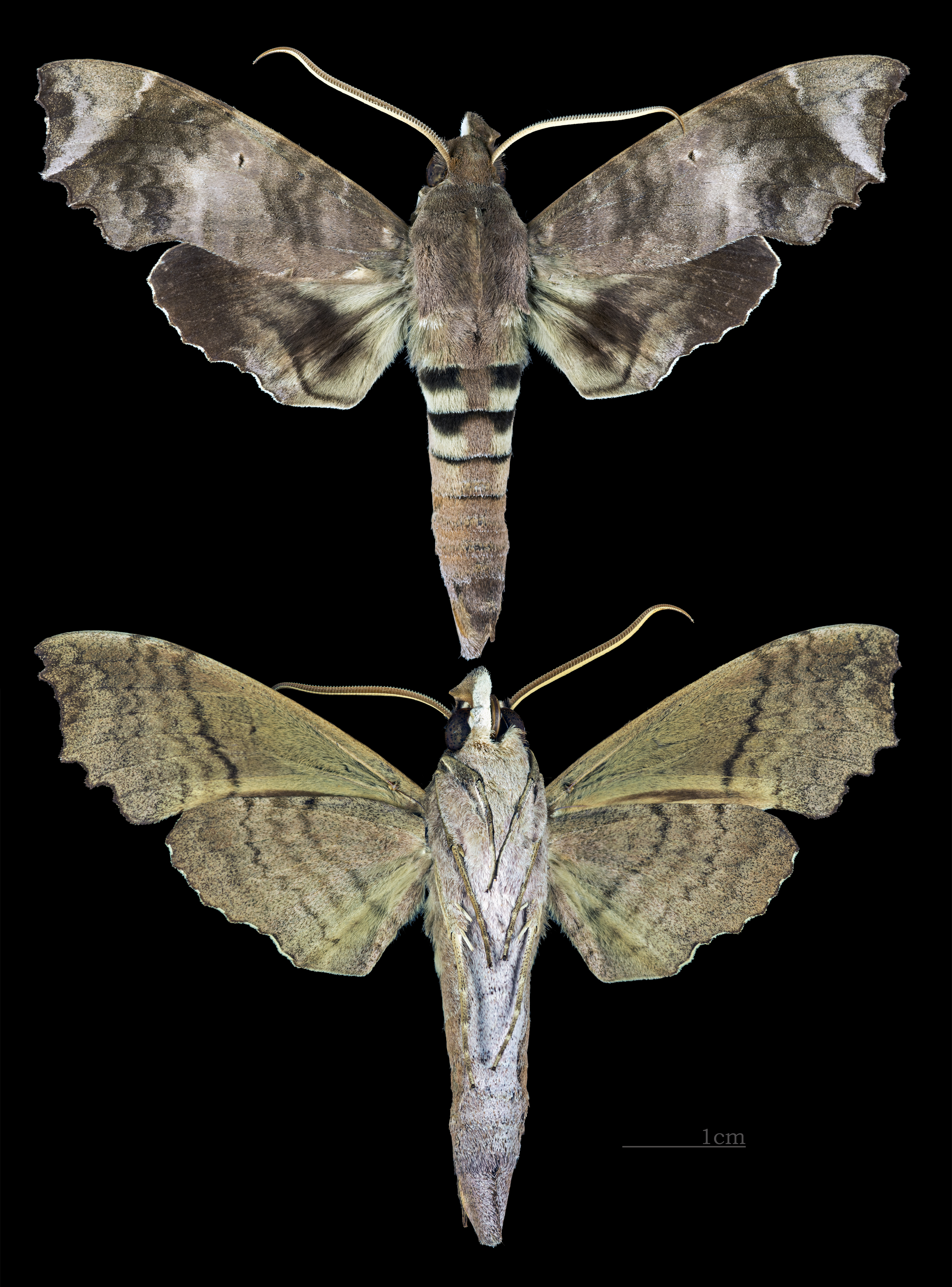
Aleuron
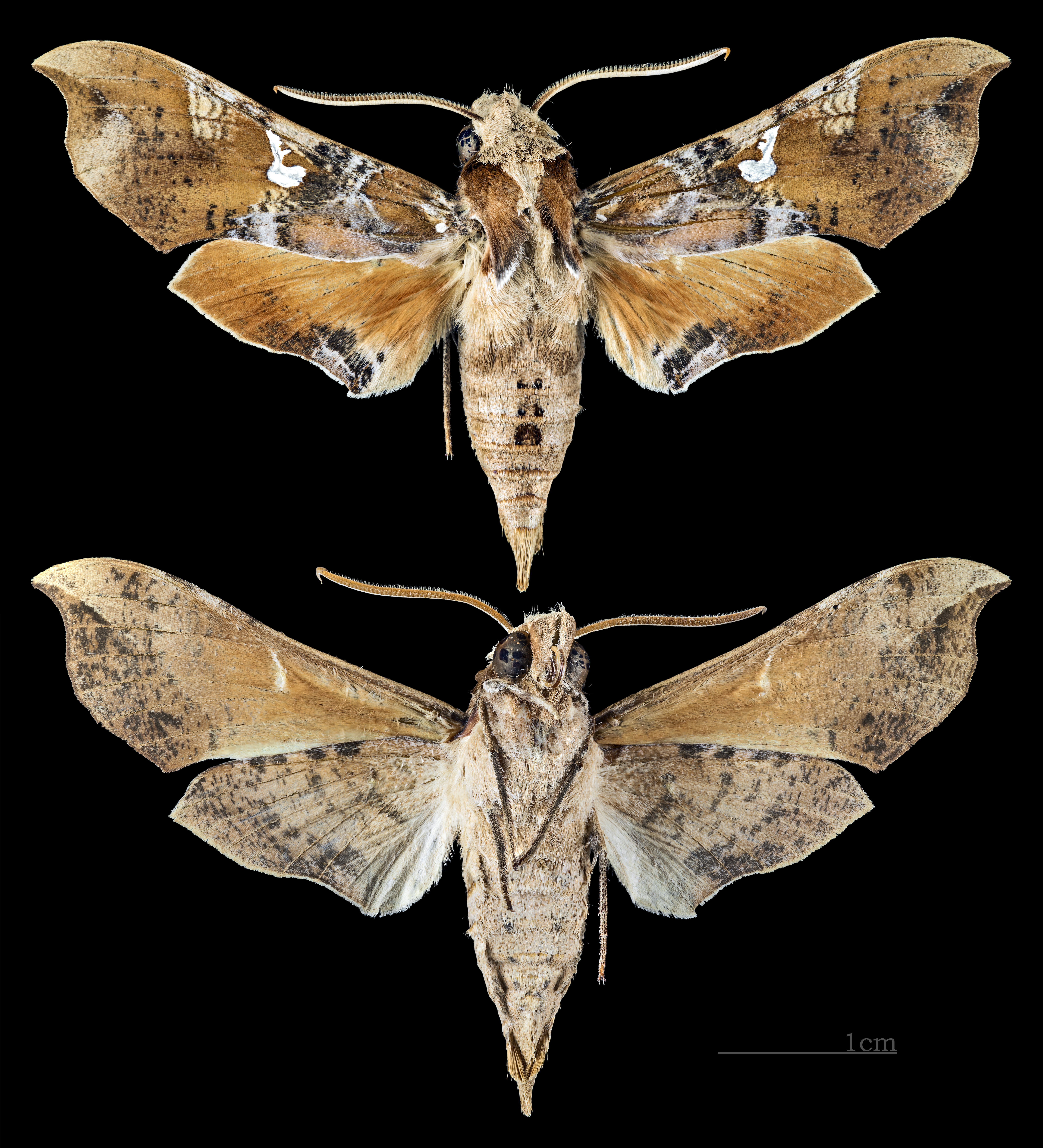
Callionima
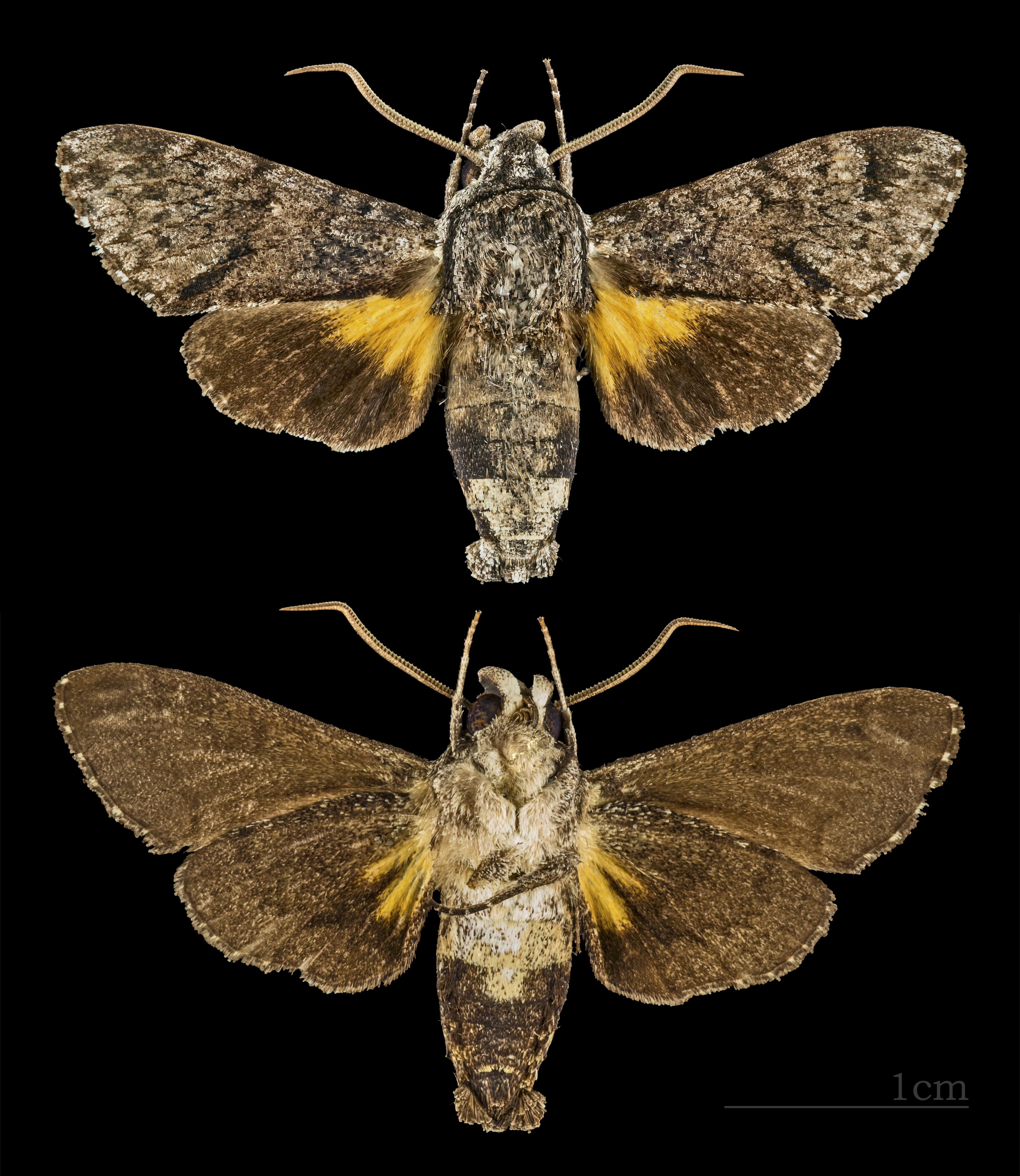
Cautethia
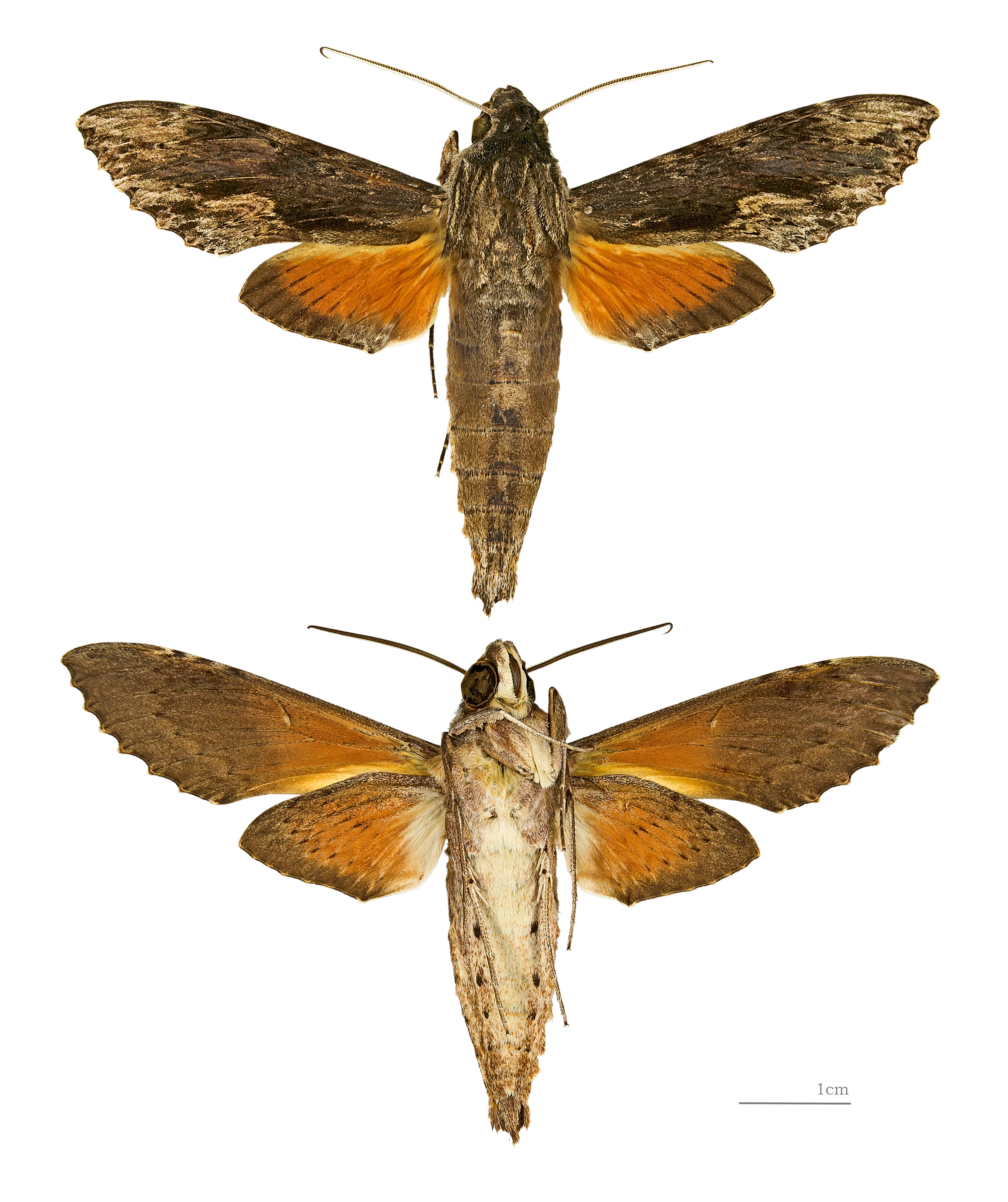
Erinnyis
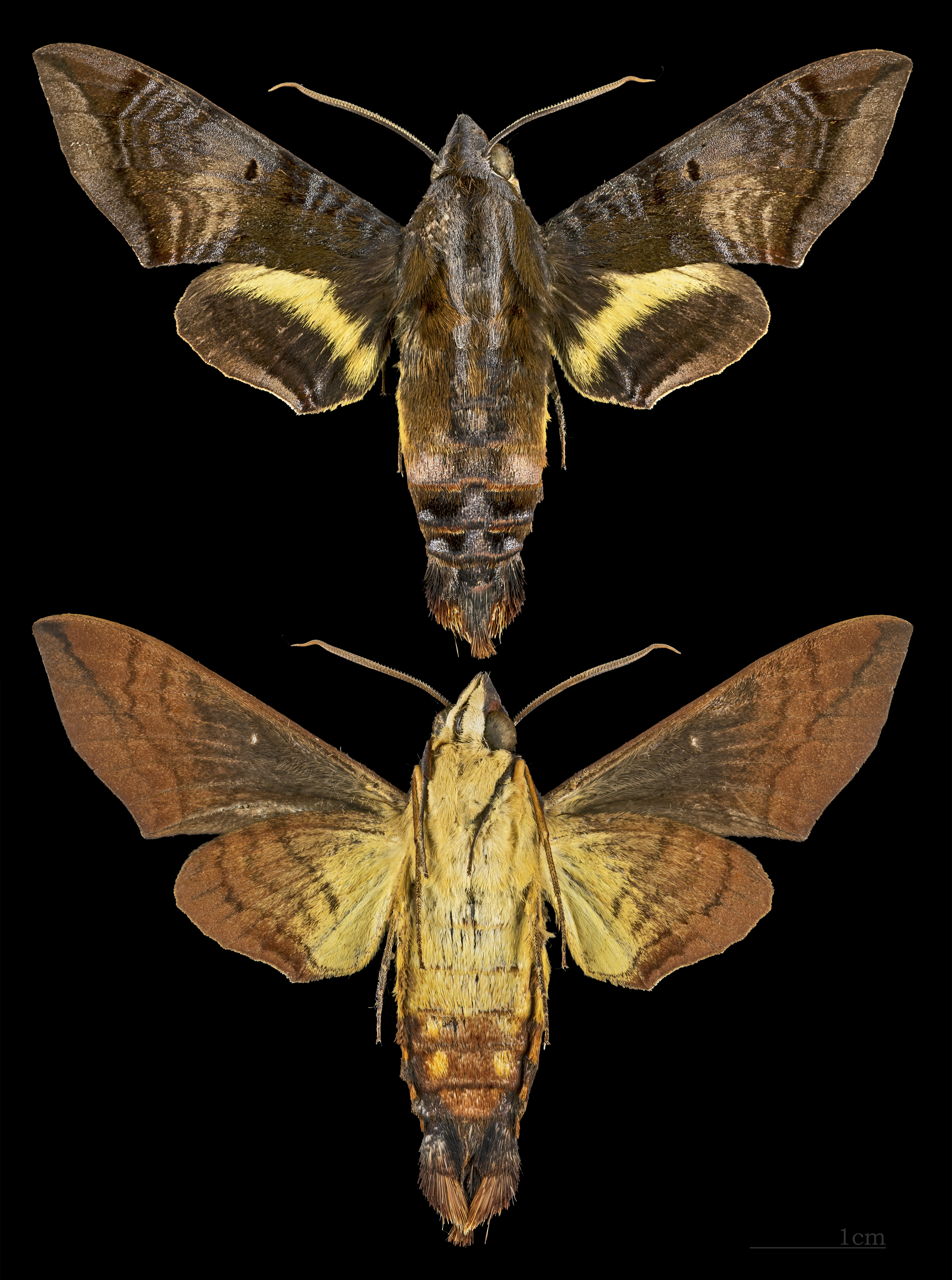
Eupyrrhoglossum
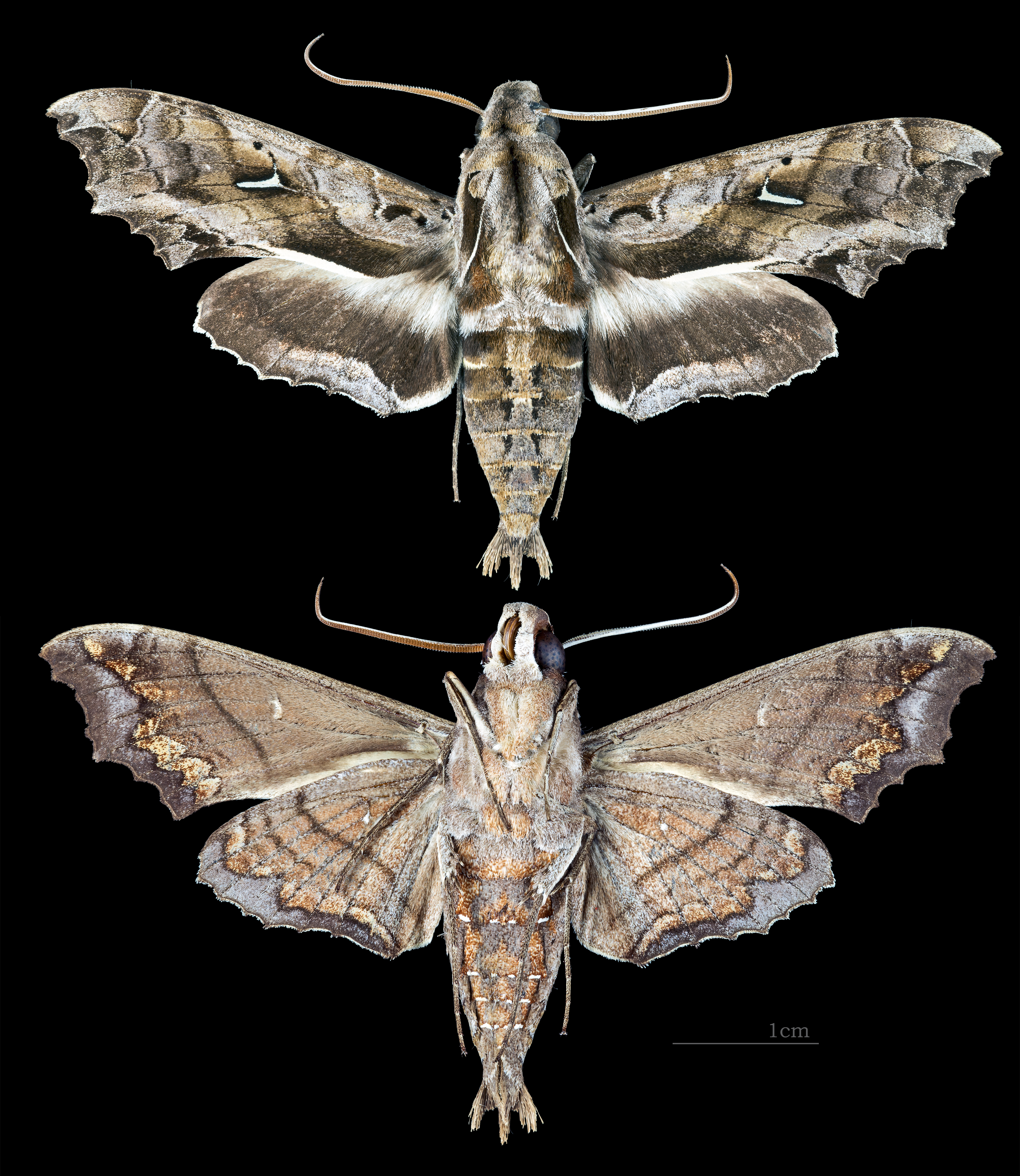
Hemeroplanes
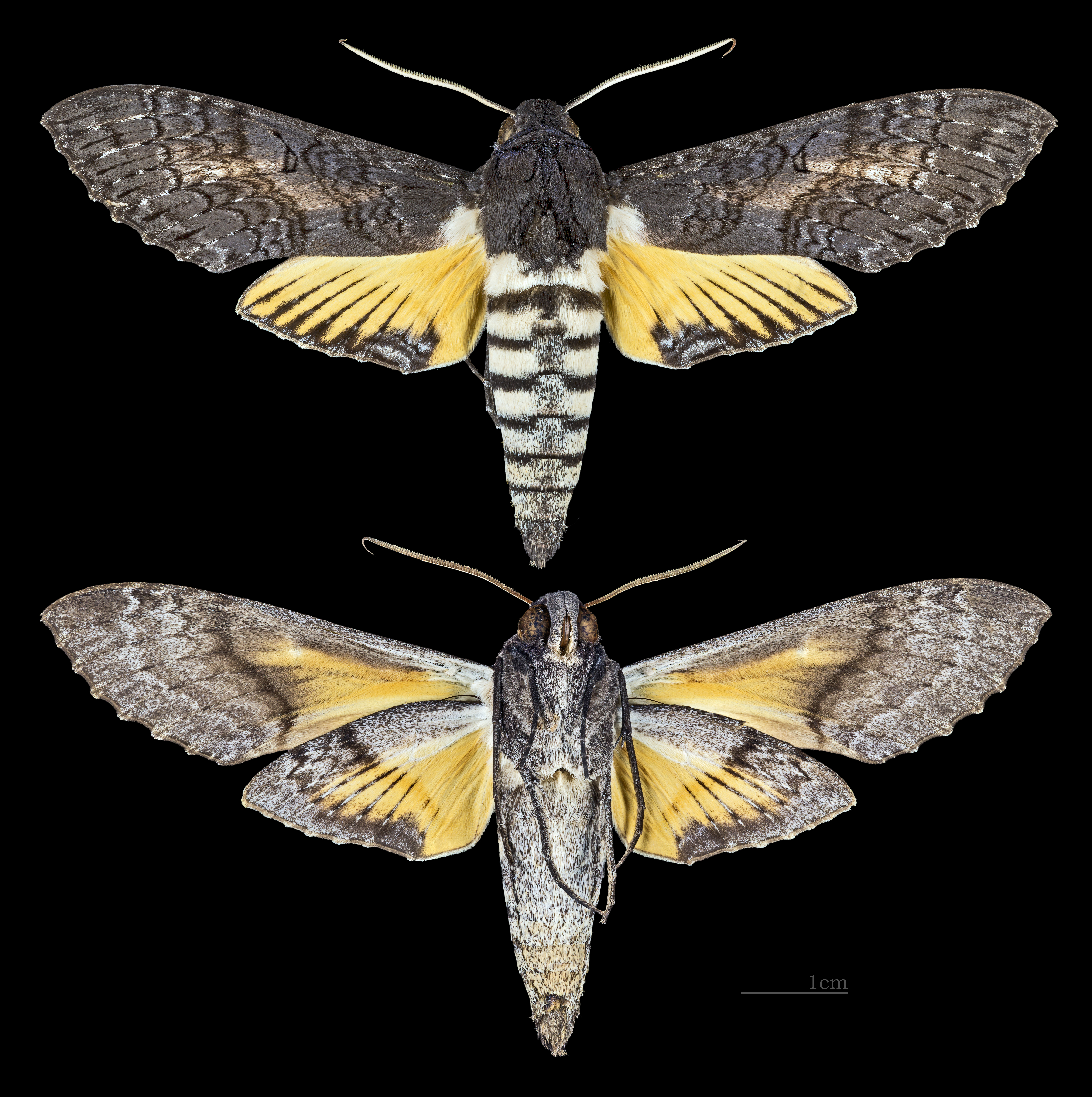
Isognathus
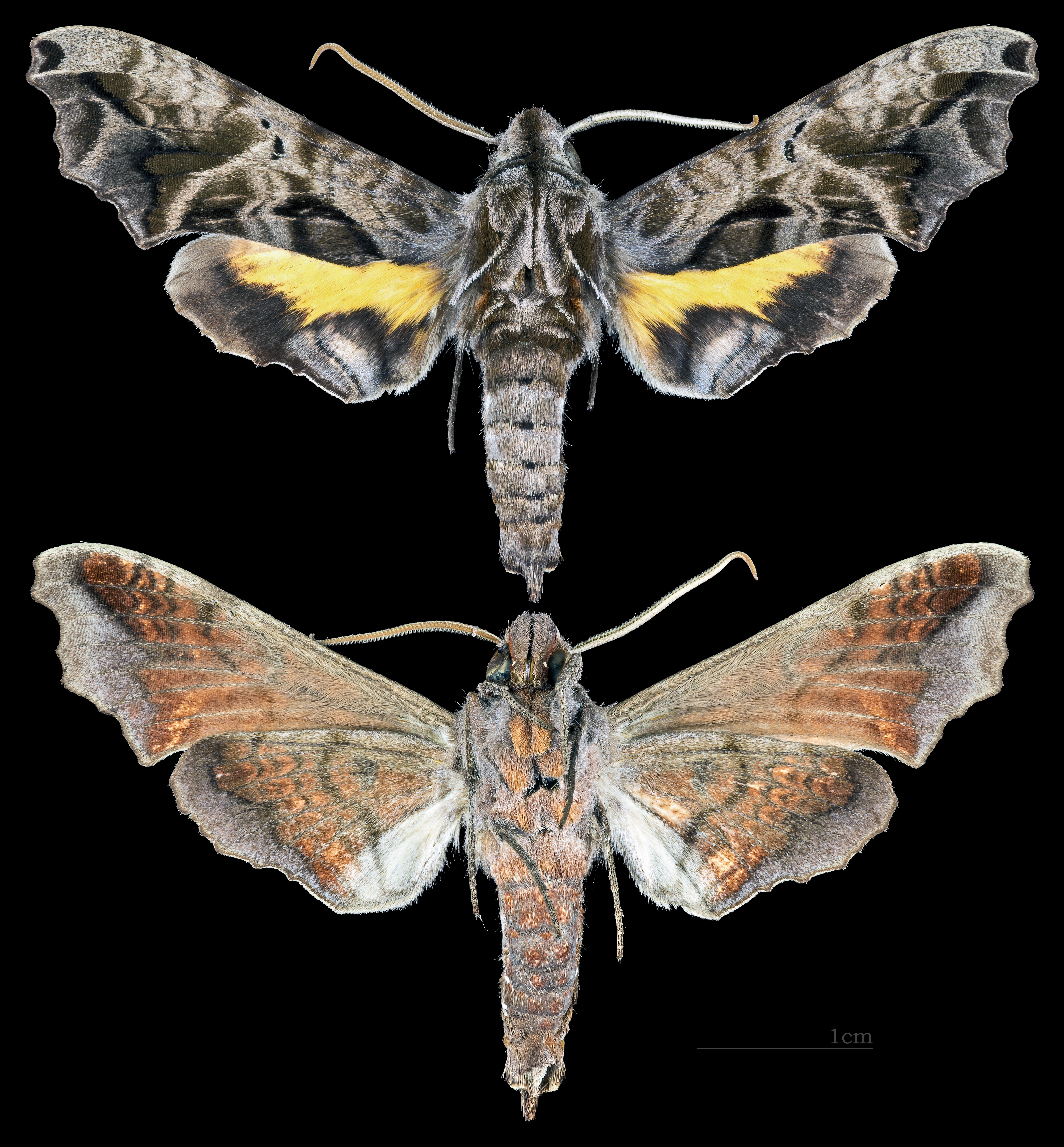
Nyceryx
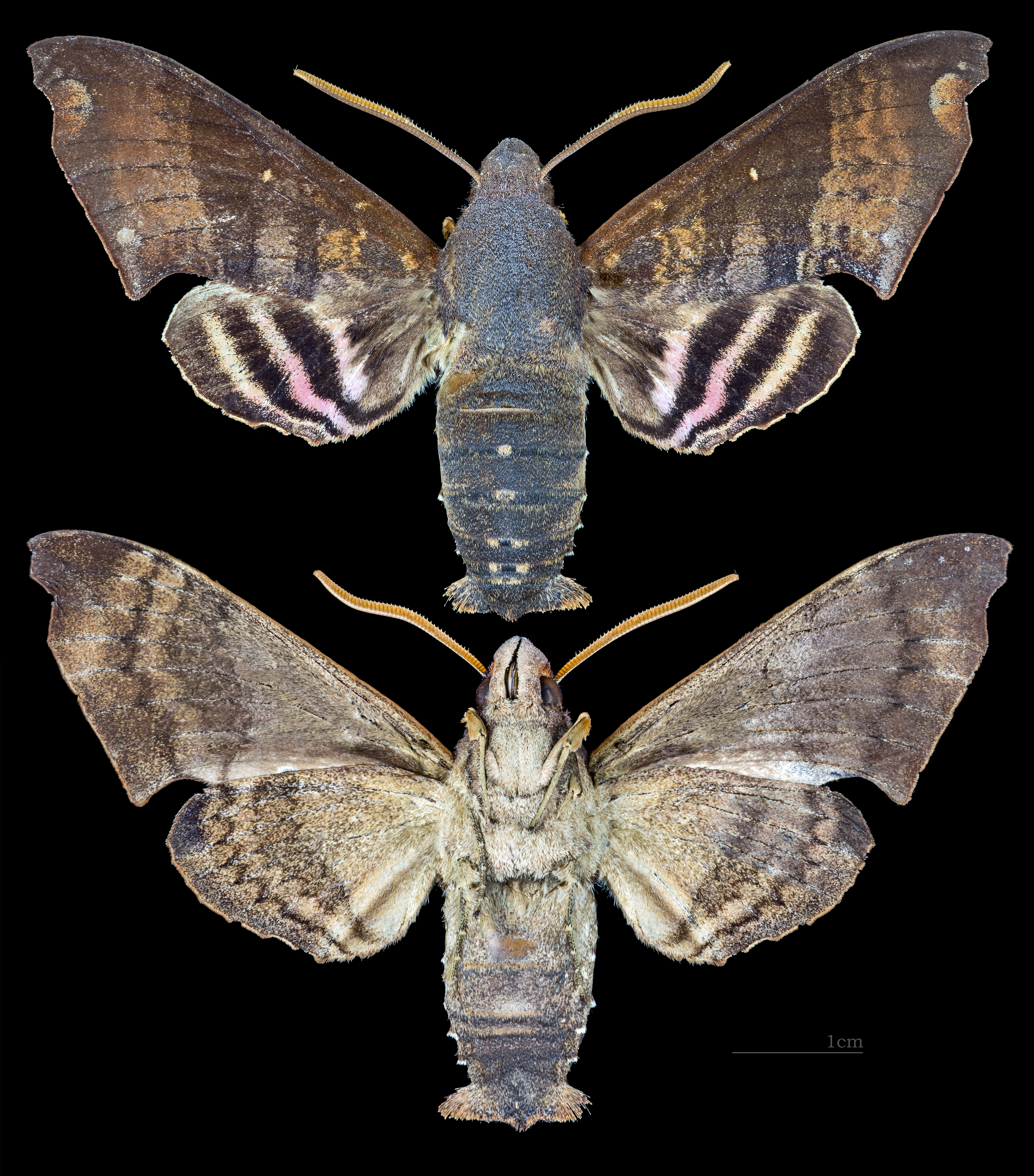
Pachygonidia
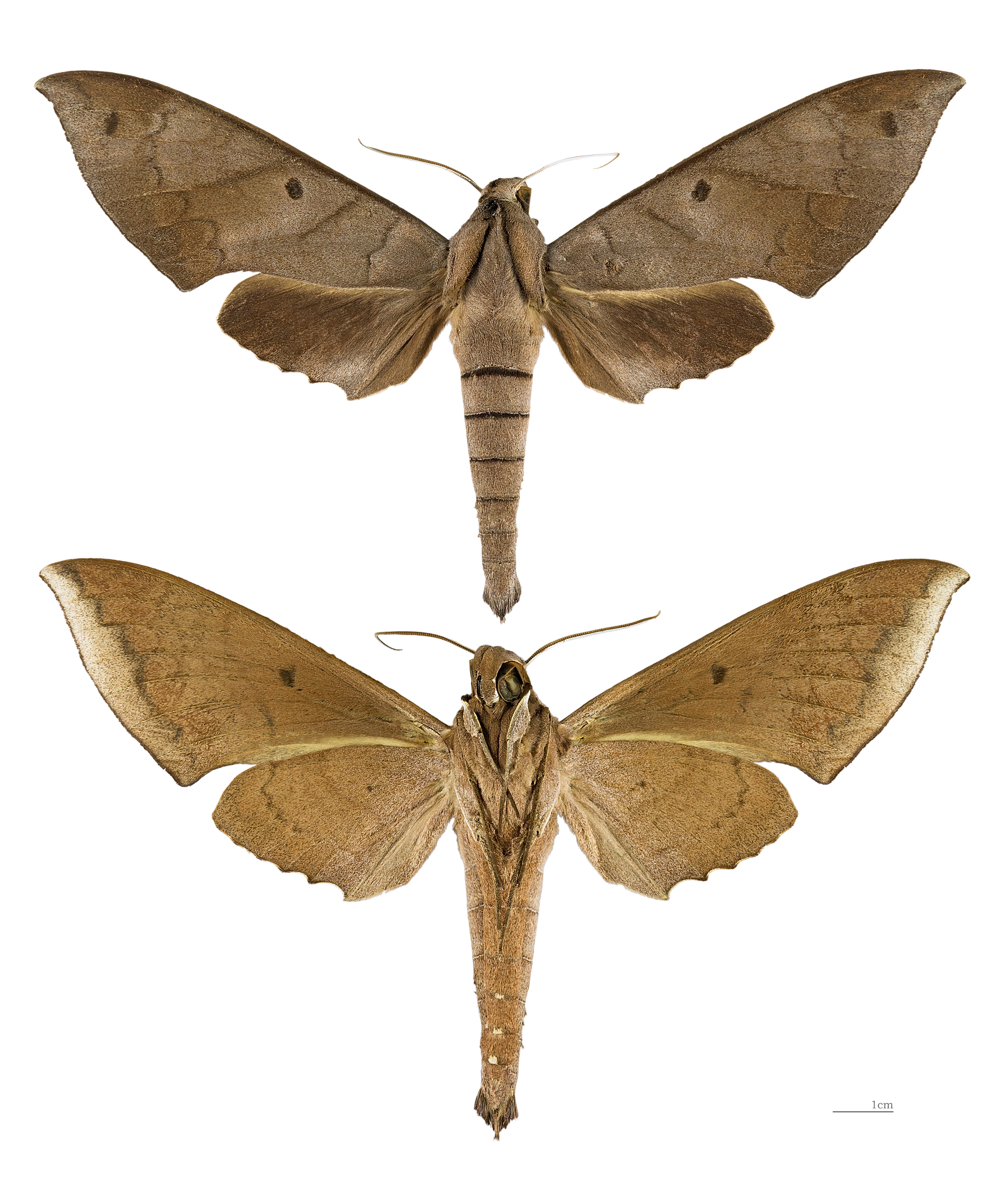
Pachylia
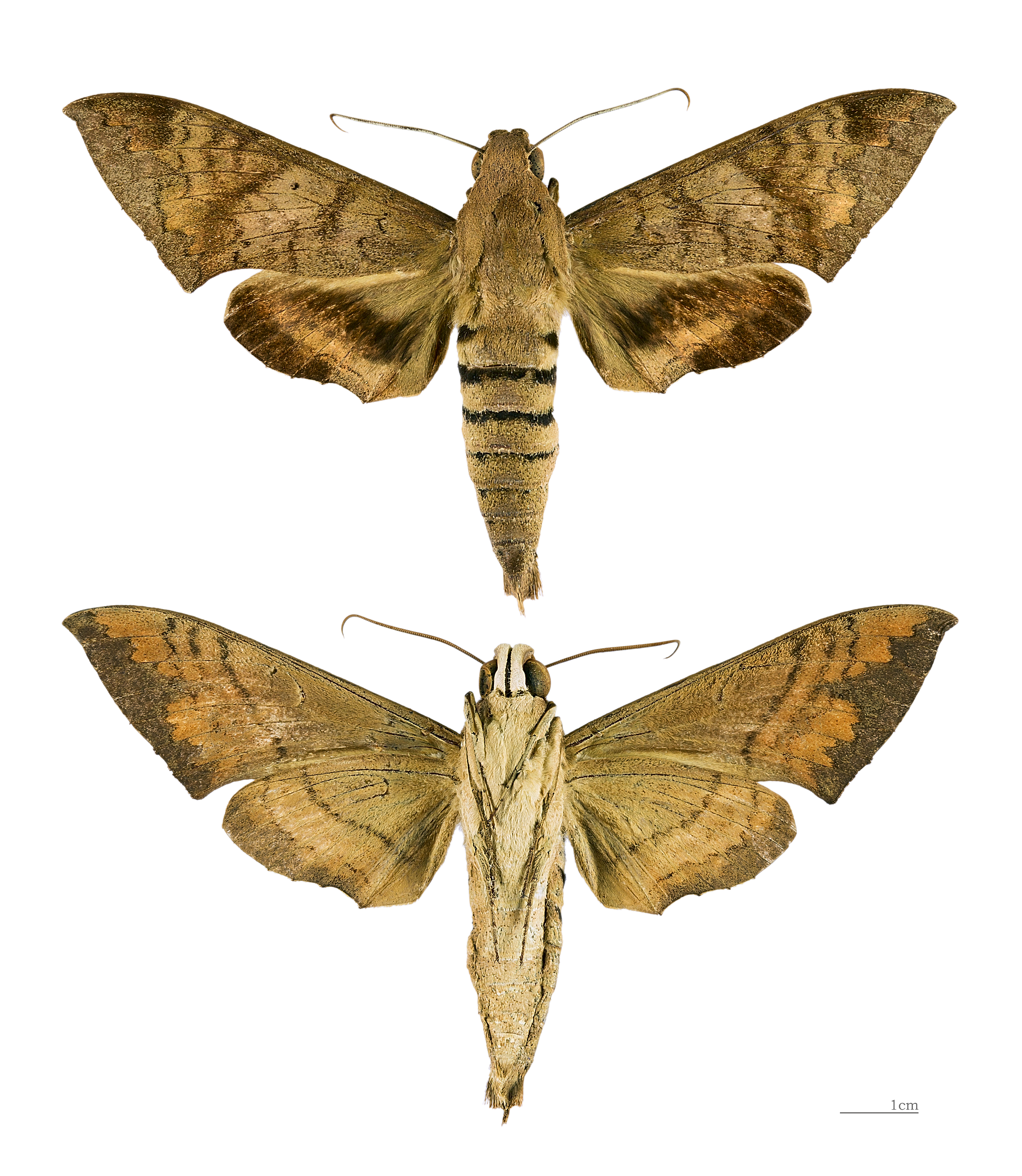
Pachylioides
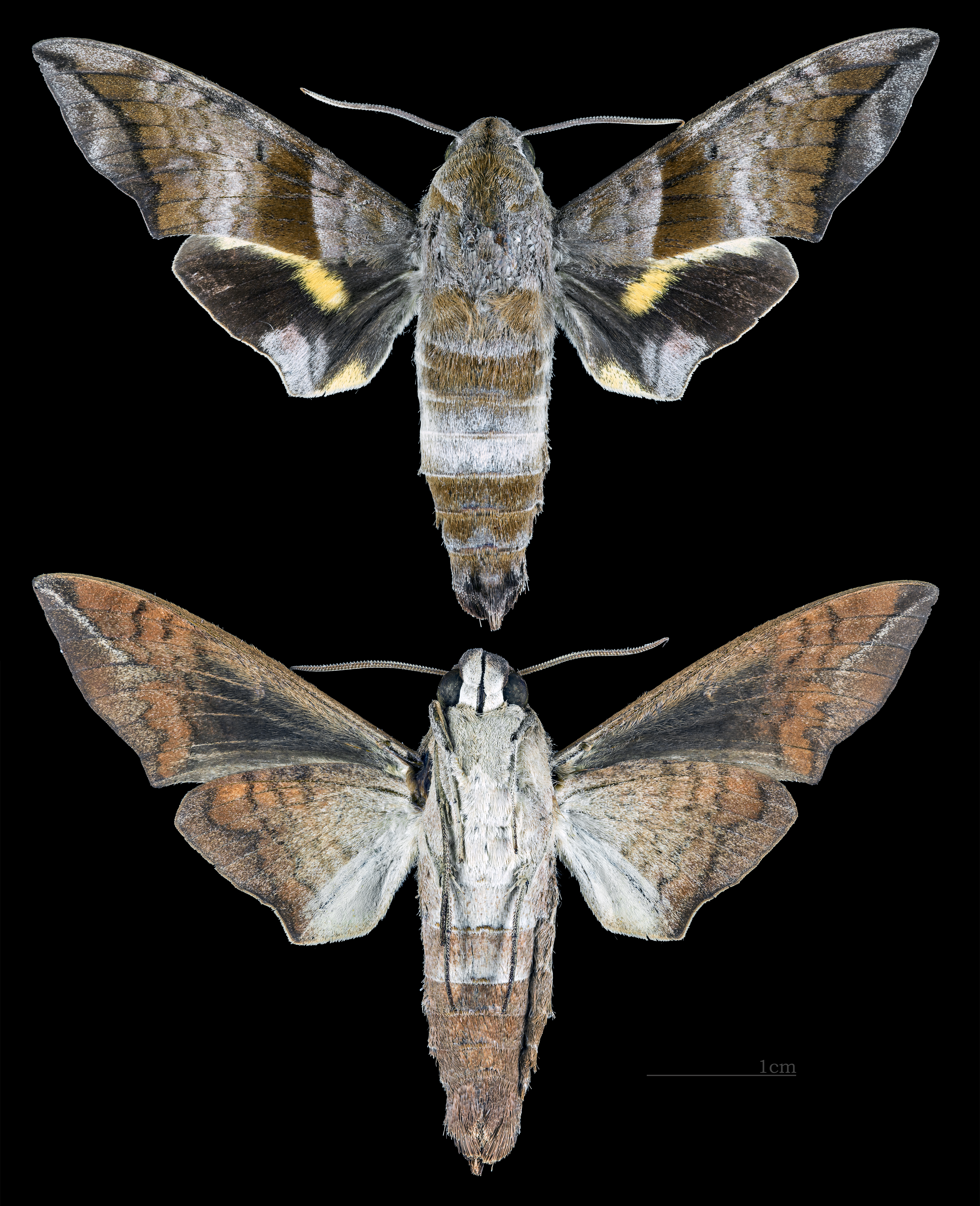
Perigonia
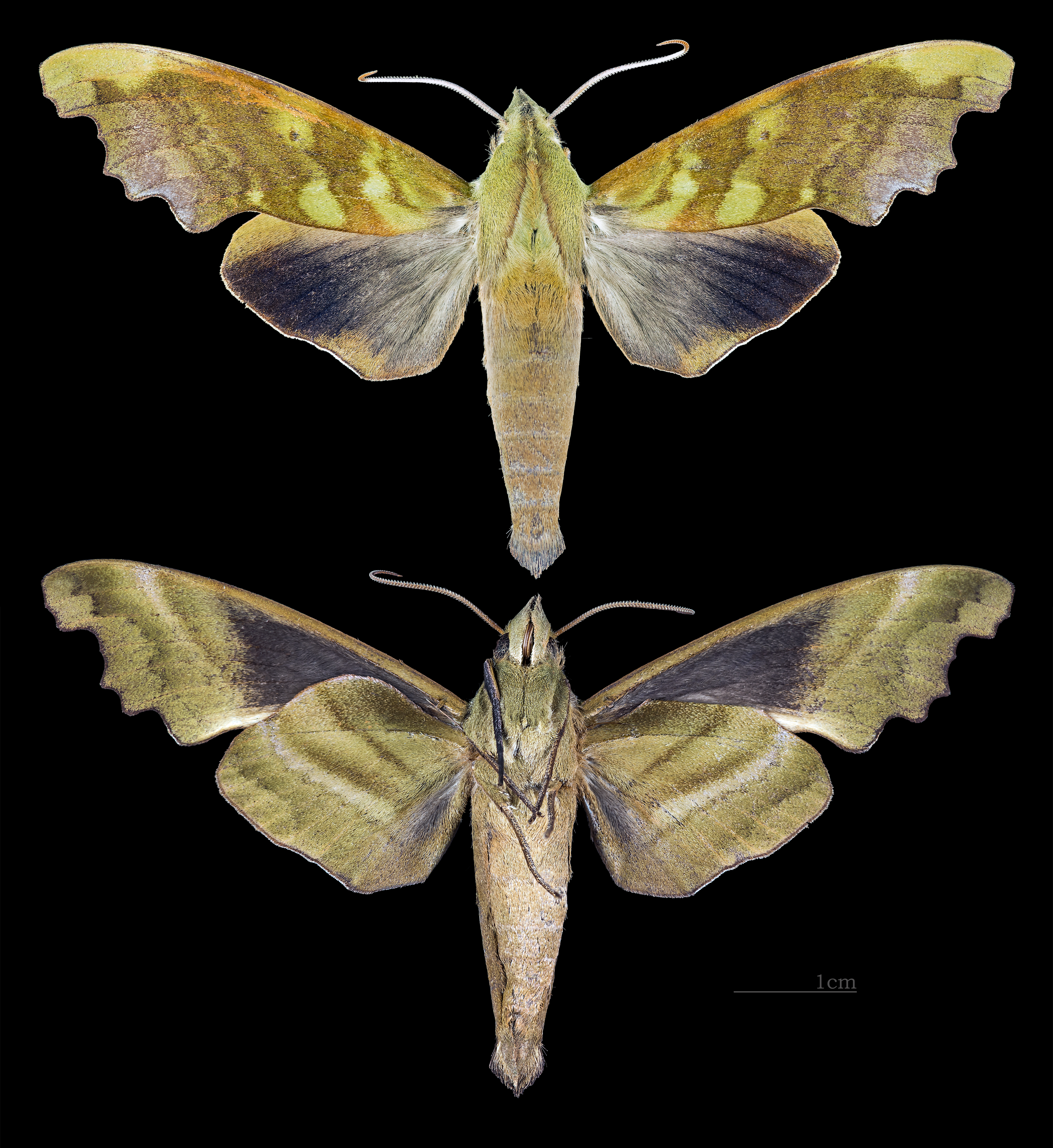
Stolidoptera
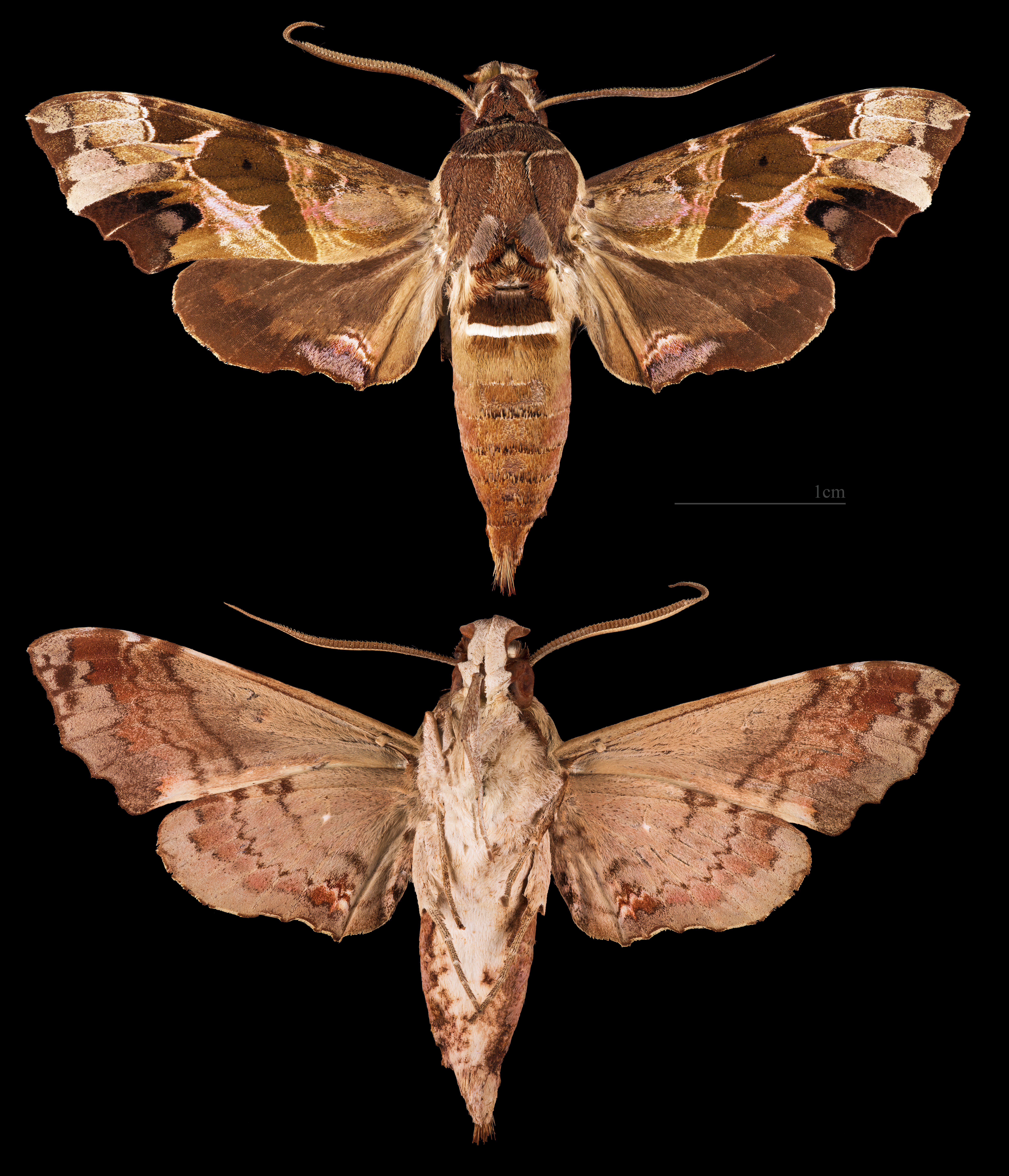
Unzela

- Subtribus Hemarina Tutt, 1902
  - Cephonodes Dalman, 1816
    - Cephonodes apus (Boisduval, 1833)
    - Cephonodes armatus Rothschild & Jordan, 1903
    - Cephonodes banksi Clark, 1923
    - Cephonodes hylas (Linnaeus, 1771)
    - Cephonodes hylas virescens (Wallengren, 1858)
    - Cephonodes janus Miskin, 1891
    - Cephonodes kingii (WS Macleay, 1826)
    - Cephonodes leucogaster Rothschild & Jordan, 1903
    - Cephonodes lifuensis Rothschild, 1894
    - Cephonodes novebudensis Clark, 1927
    - Cephonodes picus (Cramer, 1777)
    - Cephonodes rothschildi Rebel, 1907
    - Cephonodes rufescens Griveaud, 1960
    - Cephonodes tamsi Griveaud, 1960
    - Cephonodes titan Rothschild, 1899
    - Cephonodes trochilus (Guerin-Meneville, 1843)
    - Cephonodes woodfordii Butler, 1889
    - Cephonodes xanthus Rothschild & Jordan, 1903

  - Hemaris Dalman, 1816
    - Hemaris affinis (Bremer, 1861)
    - Hemaris aksana (Le Cerf, 1923)
    - Hemaris beresowskii Alpheraky, 1897
    - Hemaris croatica (Esper, 1800)
    - Hemaris dentata (Staudinger, 1887)
    - Hemaris diffinis (Boisduval, 1836)
    - Hemaris ducalis (Staudinger, 1887)
    - Hemaris fuciformis (Linnaeus, 1758)
    - Hemaris gracilis (Grote & Robinson, 1865)
    - Hemaris ottonis Rothschild & Jordan, 1903
    - Hemaris radians (Walker, 1856)
    - Hemaris rubra Hampson, 1893
    - Hemaris saundersii (Walker, 1856)
    - Hemaris senta (Strecker, 1878)
    - Hemaris staudingeri Leech, 1890
    - Hemaris syra (Daniel, 1939)
    - Hemaris thysbe (Fabricius, 1775)
    - Hemaris tityus (Linnaeus, 1758)
    - Hemaris venata Felder, 1861

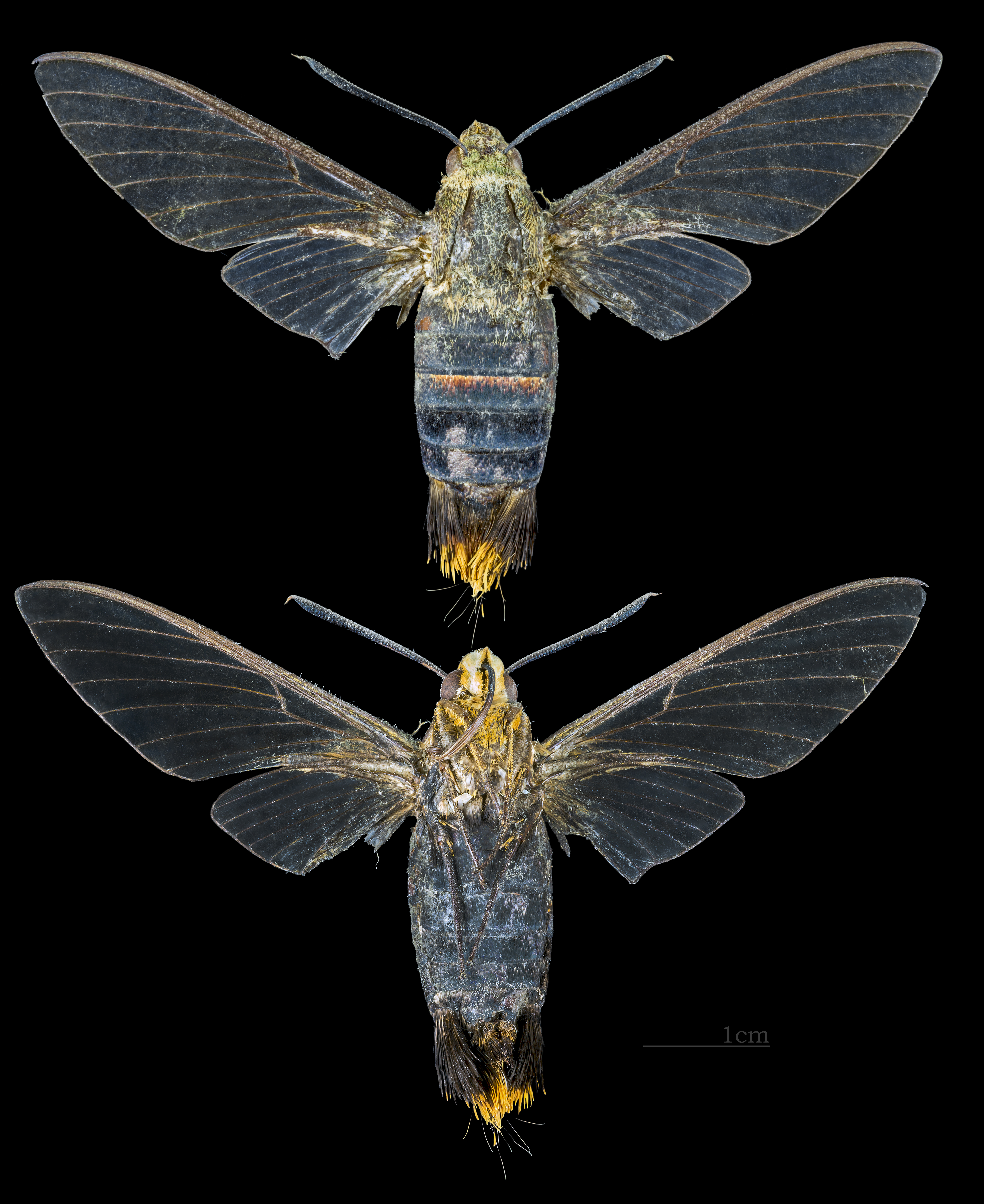
Cephonodes
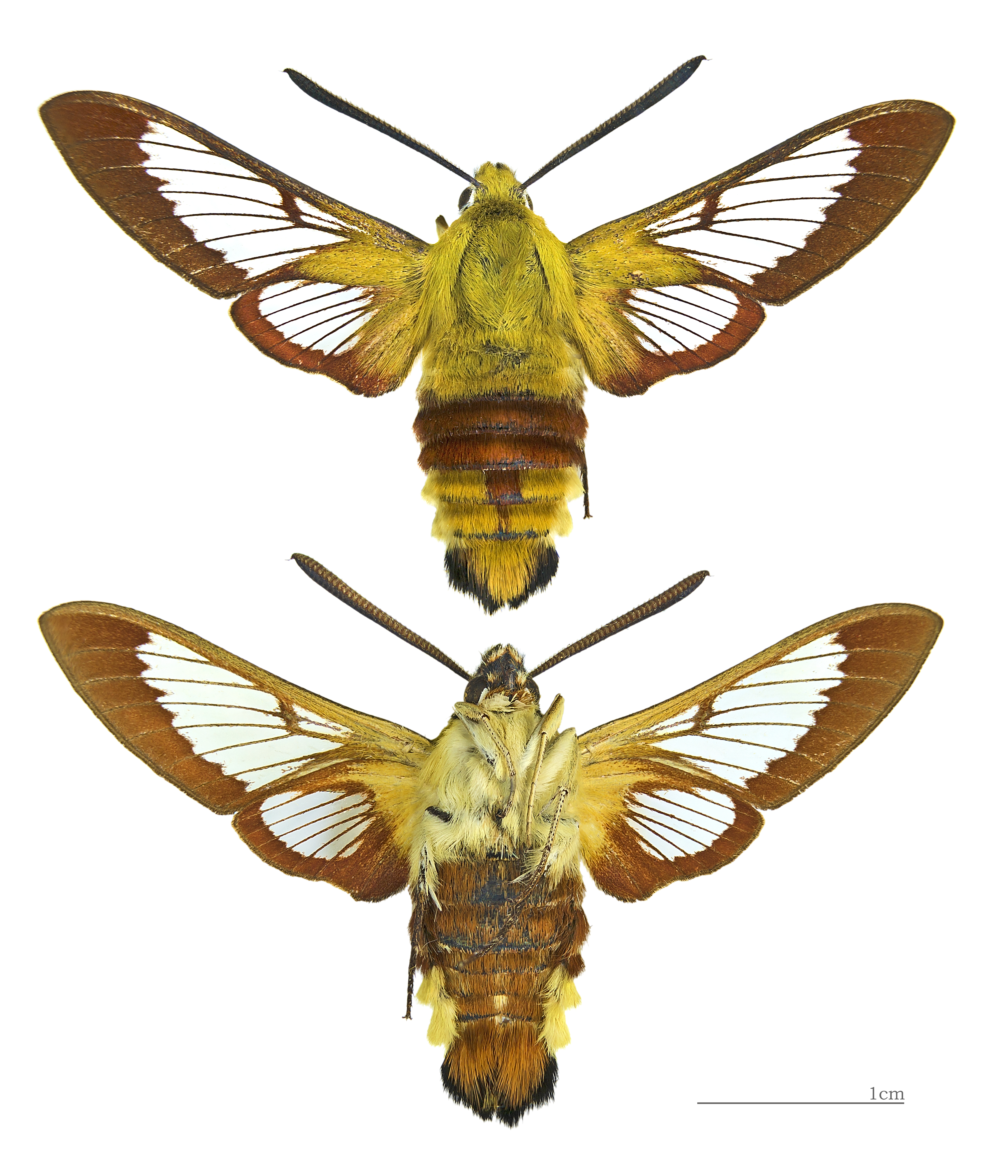
Hemaris